# Stupeň volnosti

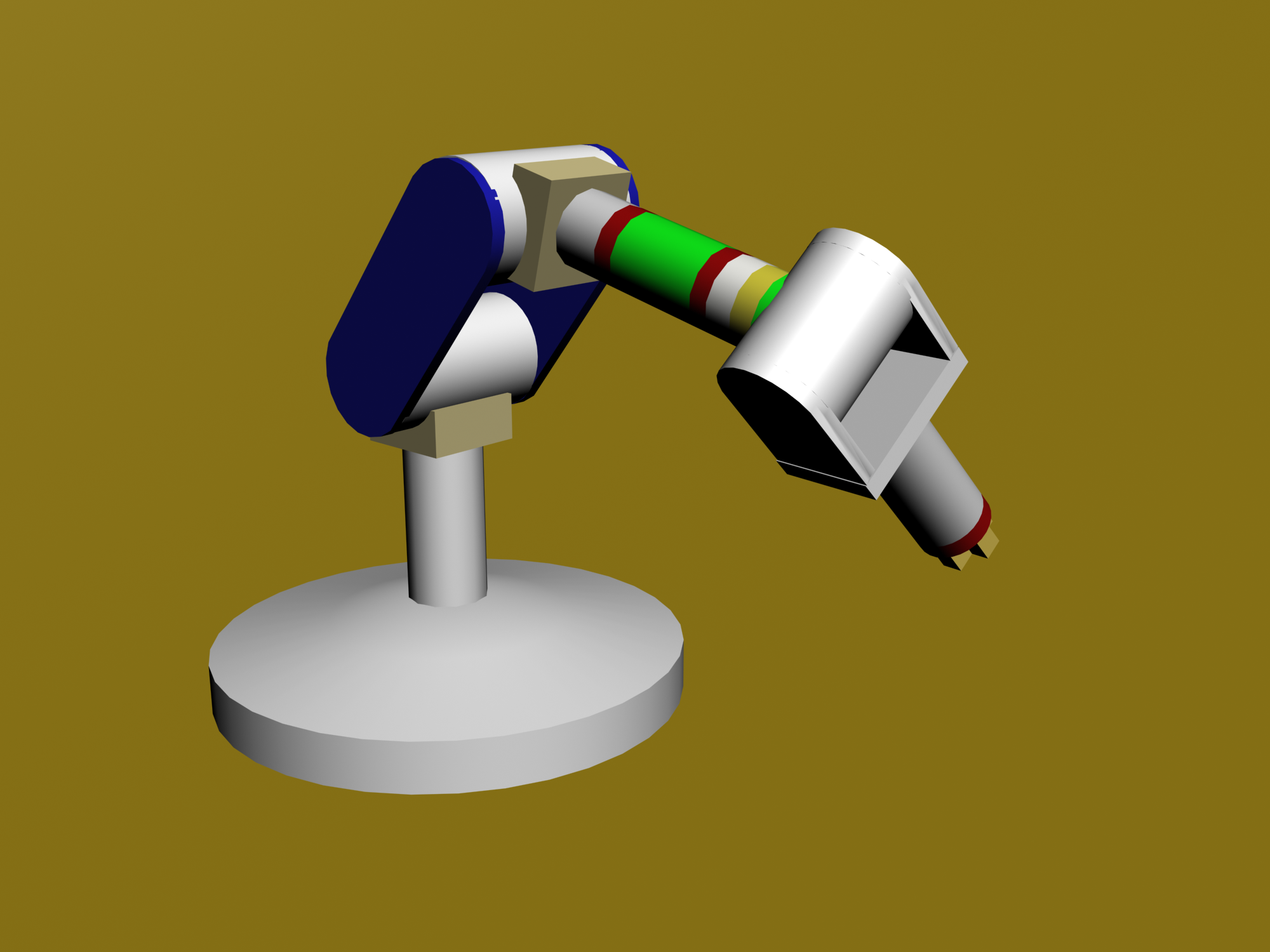
robotická ruka, u které se mohou uplatňovat stupně volnosti

Jako stupně volnosti se ve fyzice nebo statistice označují vzájemně nezávislé veličiny (parametry, vnitřní proměnné), které určují stav systému.

## Mechanika
| Název vazby           | Násobnost vazby |
| --------------------- | --------------- |
| Kyvný prut            | 1               |
| Posuvný kloub         | 1               |
| Neposuvný pevný kloub | 2               |
| Posuvné vetknutí      | 2               |
| Dokonalé vetknutí     | 3               |

V mechanice se za stupně volnosti označují základní směry posunu a směry otáčení, kterými se bod nebo těleso může pohybovat a otáčet. Obvykle se tyto směry kryjí se směry souřadného systému, kterými je pozice tohoto bodu popisována a směry otáčení kolem těchto os.
V ploše má bod dva stupně volnosti (posun podél osy x a podél osy y), těleso pak tři stupně volnosti (posun podél osy x, osy y a otočení kolem bodu).
V prostoru má bod tři stupně volnosti (posuny podél os x, y, z) a těleso šest stupňů volnosti (posun podél osy x, osy y, osy z a otočení kolem osy x, osy y, osy z).
(Např. kladný směr otáčení v pravotočivém systému kolem osy x poznáme tak, že pravou rukou uchopíme myšlenou osu x souřadného systému tak, že palec směřuje ke kladnému konci osy a zbývající prsty ukazují kladný směr otáčení).
Mechanické vazby lze dělit na tuhé (někdy nazývané jako absolutně tuhé, nepoddajné, ideálně tuhé či rigidní) a pružné (poddajné). Mezi pružná uložení patří uložení na pružinách, pružný/plastický mechanický kontakt a pružný podklad.

## Termodynamika
V termodynamice rozumíme stupněm volnosti počet vnitřních proměnných, které lze měnit při zachování počtu fází. V termodynamice za tyto proměnné považujeme teplotu, tlak, objem, popř. koncentraci nezávislých složek.
Soustavy, jejichž počet stupňů volnosti je nulový, se nazývají invariantní (nonvariantní). Takovou soustavu tvoří tři fáze jedné složky, které mohou být ve vzájemné rovnováze pouze při určitém tlaku a teplotě, jež jsou dány trojným bodem. Soustava s jedním stupněm volnosti se nazývá monovariantní (univariantní), se dvěma stupni volnosti bivariantní (divariantní) atd.
Monovariantní je např. soustava o jedné složce a dvou fázích, což je třeba kapalina a její pára. V takovém případě lze měnit pouze jednu veličinu, např. teplotu, a tím je dáno napětí nasycených par. U soustavy s jednou složkou v jedné fázi, což je bivariantní soustava, můžeme nezávisle měnit tlak i teplotu.

## Statistika
Ve statistice se pojem stupeň/stupně volnosti používá ve dvojím významu:
- jako hodnota parametru, který ovlivňuje tvar některého rozdělení pravděpodobnosti,
- jako parametr pro porovnání nějakého testového kritéria pro testování hypotéz s odpovídajícím rozdělením - hodnotou parametru je zpravidla počet současně pozorovaných náhodných veličin, na nichž je testové kritérium založeno, snížený o počet jiných odhadovaných charakteristik.

Například u jednovýběrového T-testu je počet stupňů volnosti roven počtu pozorování zmenšenému o jedničku, neboť se kromě aritmetického průměru, který je testovým kritériem, zároveň odhaduje i rozptyl.